# ジョン・ウェイン空港
ジョン・ウェイン空港（ジョン・ウェインくうこう、英: John Wayne Airport）またはロサンゼルス/サンタアナ（オレンジ・カウンティー） (IATA: SNA, ICAO: KSNA, FAA LID: SNA) は、アメリカ合衆国カリフォルニア州オレンジ郡にある四つの都市、サンタアナ、アーバイン、コスタメサ、ニューポートビーチに隣接した空港である。2019年の旅客数は1065万人で、ロサンゼルス周辺ではロサンゼルス国際空港に次いで多かった。

## 概要
1923年からの歴史を持つ空港である。当初の名はオレンジ郡空港（英: Orange County Airport）であったが、1979年にオレンジ郡が、ニューポートビーチ・リド島に住んでいたアメリカの代表的な俳優ジョン・ウェインを称えて「ジョン・ウェイン空港」と改名した。しかし、現在でもオレンジ郡／サンタアナ(Orange County/Santa Ana) 等が名称に用いられることが多い。
格安航空会社の拠点空港となっており、アメリカ西部の主要都市をはじめ、東部、中西部やハワイ州の主要都市を結んでいる。敷地面積は204haでアメリカの空港の基準では狭く、空港設備は大型の旅客機に対応していない。このため国際線は近距離便に限定されている。住宅地に囲まれており、発着の時間帯や回数には制限が課されている。
主滑走路の長さは5700フィート（1737メートル）、ゼネラル・アビエーション用は2887フィート（880メートル）である。滑走路が短いため、ジェット機は短距離離陸を行うため滑走開始前にスロットルを全開にし、着陸時にはほぼ毎回エンジンの逆噴射を利用する。また離陸延長線上にある高級住宅地への騒音防止への配慮として、離陸直後には一定の高度まで高角度で急上昇をするなど、特徴的な飛行動作を見ることができる。ABCの番組「20/20」でアメリカでもっとも危険な5つの空港のひとつにあげられたことがある。
ディズニーランド（アナハイム）から約22kmと近いため、多くの観光客が利用する。

## 就航航空会社
ターミナルは地上2階建て、1階が到着ロビー、2階が出発ロビーとなっている。3つのエリアに分かれており、A棟、B棟、C棟が1直線に並んでいる。C棟に国際線の設備がある。
| 航空会社                   | 就航地 |
| -------------------------- | --- |
| サウスウエスト航空         | シカゴ/MDW、デンバー、ラスベガス、オークランド (CA)、フェニックス、サクラメント、サンフランシスコ、サンノゼ (CA) |
| アレジアント航空           | ラスベガス、フェニックス/メサ、リノ                                                                              |
| スピリット航空             | サクラメント、オークランド (CA)                                                                                  |
| フロンティア航空           | ラスベガス、デンバー                                                                                             |
| アラスカ航空               | ポートランド(OR)、シアトル                                                                                       |
| アメリカン航空             | シカゴ/ORD、ダラス                                                                                               |
| デルタ航空                 | アトランタ、ミネアポリス＝セントポール、ソルトレークシティ                                                       |
| デルタ・コネクション       | シアトル |
| ユナイテッド航空           | シカゴ/ORD、デンバー、サンフランシスコ                                                                           |
| ユナイテッド・エキスプレス | サンフランシスコ                                                                                                 |
| サンカントリー航空         | ミネアポリス＝セントポール                                                                                       |
| エアカナダ                 | バンクーバー |
| ウエストジェット航空       | カルガリー、バンクーバー                                                                                         |

### 貨物便
- フェデックス・エクスプレス （メンフィス、オークランド）
- UPS航空 （ルイビル、フェニックス）

## ロサンゼルス・メトロポリタン・エリアの空港の位置関係
ロサンゼルス大都市圏には、ロサンゼルス/LAX（LAX）、ロサンゼルス/オンタリオ（カリフォルニア） (ONT)、ロサンゼルス/バーバンク(BUR)、そしてロサンゼルス/ロングビーチ(LGB)などの空港がある。